# إيل ملك الأمة
Il كان ملكًا ( 𒈗, Lugal)  من مدينة أوما السومرية. ربما كان والده إياندامو، وكان جده الملك إيناكالي، الذي هزمه إياناتوم ملك لكش. كان إيل خليفة أور لوما. ووفقًا لنقش، قبل أن يصبح ملكًا، كان مدير معبد زبالام : "في ذلك الوقت، سار إيل، مدير معبد زبالام، منسحبًا من جيرسو إلى أوما وتولى حكم أوما لنفسه."  حكم لمدة ١٤ عامًا على الأقل.
يوجد على لوح أساس من المرمر من أصل غير معروف نص مكتوب عليه (تم اقتراح أوتو، إلهة النسيج، لـ TAG.NUN):
 
دخل في صراع إقليمي مع إنتيمينا، حاكم لاجاش، كما ورد في نقش:
"He (Il) diverted water from the boundary-channel of Ningirsu and the boundary-channel of Nanshe (...). When because of those channels, Enmetena, the governor of Lagash, sent envoys to Il, Il, the governor of Umma, who steals fields (and) speaks evil, declared:
‘The boundary-channel of Ningirsu (and) the boundary-channel of Nanshe are mine! I will shift the boundary-levee from Antasura to Edimgalabzu!’ But إنليل (and) Ninhursang did not give it to him."

هُزم إيل على يد إنتيمينا، الذي طلب مساعدة لوغال كينيشي دودو من أوروك، خليفة إنشاكوشانا ، الموجود في قائمة الملوك.
حارب إيل لاحقًا ضد إيناناتوم الثاني، ملك لاجاش وخليفة إنميتينا، وهزمه، منهيًا بذلك سلالة لاجاش التي أسسها أور نانشي. 

وقد خلفه ابنه، جيشاكيدو.

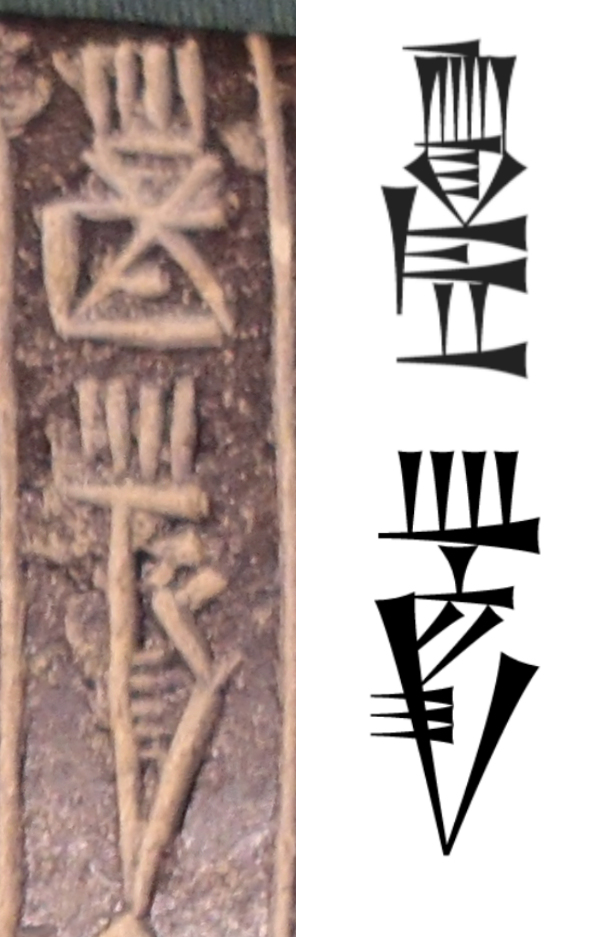
اسم "الملك إيل" على لوحه ( 𒈗 هو الحرف الذي يشير إلى لوغال، "الملك")، والكتابة المسمارية السومرية الأكادية القياسية المقابلة
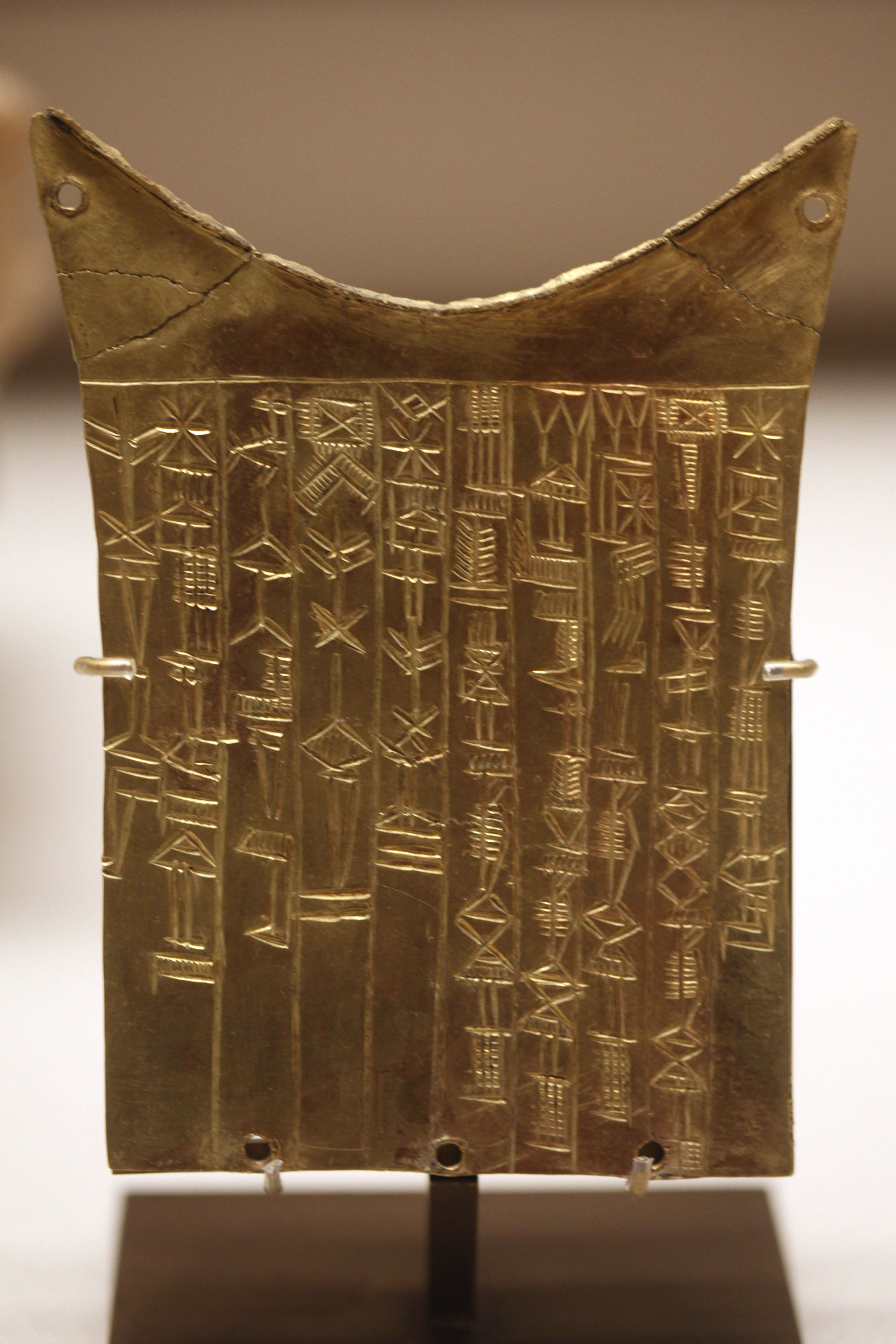
لوحة نذرية للملكة بارا إيرنوم ملكة الأمة، "زوجة جيشاكيدو، ملك الأمة، ابنة أور لوما، ملك الأمة، حفيدة إيناكالي، ملك الأمة، زوجة ابن إيل، ملك الأمة"، إلى الله الشرع ،عرفانًا لأنه أنقذ حياتها.
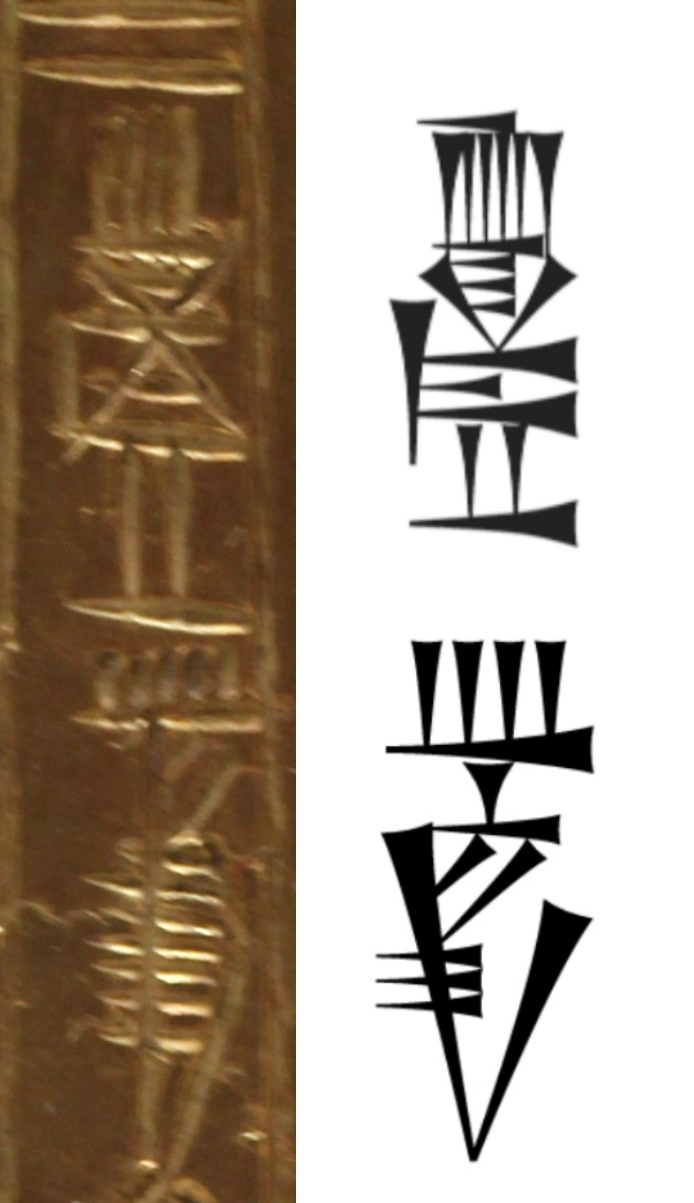
"الملك إيل" ( 𒅍𒈗, Il lugal ) على اللوحة النذرية للملكة بارا إيرنون